# Diana Boholij
Diana Boholij (ukrainisch Діана Боголій, wiss. Transliteration Diana Boholij, internationale englische Schreibweise Diana Bogoliy; * 21. April 1995) ist eine ehemalige ukrainische Tennisspielerin.

## Karriere
Boholij begann mit fünf Jahren das Tennisspielen und bevorzugt Hartplätze. Sie spielt hauptsächlich Turniere auf der ITF Women’s World Tennis Tour, wo sie acht Titel im Doppel gewann.
Sie spielte ihr letztes Turnier im März 2015 in Antalya und wird seit Februar 2016 nicht mehr in den Weltranglisten geführt.

## Turniersiege

### Doppel
| Nr. | Datum              | Turnier             | Kategorie   | Belag             | Partnerin            | Finalgegnerinnen                    | Ergebnis         |
| --- | ------------------ | ------------------- | ----------- | ----------------- | -------------------- | ----------------------------------- | ---------------- |
| 1.  | 15. September 2012 | Antalya             | ITF $10.000 | Hartplatz         | Marianna Sakarljuk   | Diana Isaeva Yuliya Kalabina        | 7:5, 6:4         |
| 2.  | 15. Dezember 2012  | Djibouti            | ITF $10.000 | Hartplatz         | Jana Sisikowa        | Amandine Hesse Chloé Paquet         | 6:3, 3:6, [10:8] |
| 3.  | 22. Dezember 2012  | Djibouti            | ITF $10.000 | Hartplatz         | Jana Sisikowa        | Amandine Hesse Chloé Paquet         | 5:7, 6:4, [10:4] |
| 4.  | 23. Februar 2013   | Shymkent            | ITF $10.000 | Hartplatz (Halle) | Alena Tarassowa      | Kamila Kerimbajewa Sabina Sharipova | 6:4, 1:6, [10:4] |
| 5.  | 19. April 2014     | Shymkent            | ITF $10.000 | Sand              | Margarita Lasarewa   | Anastasia Rudakova Liubov Vasilyeva | 6:4, 7:5         |
| 6.  | 2. August 2014     | Savitaipale         | ITF $10.000 | Sand              | Emma Laine           | Alexandra Nancarrow Maria Sakkari   | 6:4, 7:62        |
| 7.  | 18. Oktober 2014   | Scharm asch-Schaich | ITF $10.000 | Hartplatz         | Anastasia Kharchenko | Ola Abou Zekry Jekaterina Jaschina  | 6:3, 6:1         |
| 8.  | 25. Oktober 2014   | Scharm asch-Schaich | ITF $10.000 | Hartplatz         | Polina Leikina       | Giulia Bruzzone Elena-Teodora Cadar | 6:2, 6:1         |